# Natation aux Jeux olympiques d'été de 1956
Navigation
Les résultats des compétitions de natation à l'occasion des Jeux olympiques d'été de 1956 organisés à Melbourne.
Lors de ces jeux apparaissent les premières épreuves olympiques de papillon moderne, autorisant le retour aérien des bras et les ondulations de dauphin : le 200m papillon homme (remporté par William Yorzyk en 2'19) et le 100m femme (remporté par Shelley Mann en 1'11).

## Tableau des médailles
| Rang  | Pays                       | Médaille d'or | Médaille d'argent | Médaille de bronze | Total |
| 1     | Australie                  | 8             | 4                 | 2                  | 14    |
| 2     | États-Unis                 | 2             | 4                 | 5                  | 11    |
| 3     | Japon                      | 1             | 4                 | 0                  | 5     |
| 4     | Équipe unifiée d'Allemagne | 1             | 0                 | 1                  | 2     |
| 5     | Grande-Bretagne            | 1             | 0                 | 1                  | 2     |
| 6     | Hongrie                    | 0             | 1                 | 1                  | 2     |
| 7     | Union soviétique           | 0             | 0                 | 2                  | 2     |
| 8     | Afrique du Sud             | 0             | 0                 | 1                  | 1     |
| Total | Total                      | 13            | 13                | 13                 | 39    |

## Podiums

### Hommes
| Épreuves             | Or                                                                                        | Argent                                                                         | Bronze                                                                                          |
| Nage libre           |                                                                                           |                                                                                |                                                                                                 |
| 100 m                | Jon Henricks Australie 55 s 4 (RM) et (RO)                                                | John Devitt Australie 55 s 8                                                   | Gary Chapman Australie 56 s 7                                                                   |
| 400 m                | Murray Rose Australie 4 min 27 s 3 (RO)                                                   | Tsuyoshi Yamanaka Japon 4 min 30 s 4                                           | George Breen États-Unis 4 min 32 s 5                                                            |
| 1 500 m              | Murray Rose Australie 17 min 58 s 9                                                       | Tsuyoshi Yamanaka Japon 18 min 00 s 3                                          | George Breen États-Unis 18 min 08 s 2                                                           |
| Papillon             |                                                                                           |                                                                                |                                                                                                 |
| 200 m                | William Yorzyk États-Unis 2 min 19 s 3                                                    | Takashi Ishimoto Japon 2 min 23 s 8                                            | György Tumpek Hongrie 2 min 23 s 9                                                              |
| Dos                  |                                                                                           |                                                                                |                                                                                                 |
| 100 m                | David Theile Australie 1 min 02 s 2 (RM) et (RO)                                          | John Monckton Australie 1 min 03 s 2                                           | Frank McKinney États-Unis 1 min 04 s 5                                                          |
| Brasse               |                                                                                           |                                                                                |                                                                                                 |
| 200 m                | Masaru Furukawa Japon 2 min 34 s 7 (RO)                                                   | Masahiro Yoshimura Japon 2 min 36 s 7                                          | Kharis Yunichev Union soviétique 2 min 36 s 8                                                   |
| Relais               |                                                                                           |                                                                                |                                                                                                 |
| 4 × 200 m nage libre | Australie Kevin O'Halloran John Devitt Murray Rose Jon Henricks 8 min 23 s 6 (RM) et (RO) | États-Unis Richard Hanley George Breen William Woolsey Ford Konno 8 min 31 s 5 | Union soviétique Vitali Sorokin Vladimir Struzhanov Gennadi Nikolaev Boris Nikitin 8 min 34 s 7 |

### Femmes
| Épreuves             | Or                                                                                       | Argent                                                                       | Bronze                                                                                     |
| Nage libre           |                                                                                          |                                                                              |                                                                                            |
| 100 m                | Dawn Fraser Australie 1 min 02 s 0 (RM) et (RO)                                          | Lorraine Crapp Australie 1 min 02 s 3                                        | Faith Leech Australie 1 min 05 s 1                                                         |
| 400 m                | Lorraine Crapp Australie 4 min 54 s 6 (RO)                                               | Dawn Fraser Australie 5 min 02 s 5                                           | Sylvia Ruuska États-Unis 5 min 07 s 1                                                      |
| Papillon             |                                                                                          |                                                                              |                                                                                            |
| 100 m                | Shelley Mann États-Unis 1 min 11 s 0 (RO)                                                | Nancy Ramey États-Unis 1 min 11 s 9                                          | Mary Sears États-Unis 1 min 14 s 4                                                         |
| Dos                  |                                                                                          |                                                                              |                                                                                            |
| 100 m                | Judy Grinham Grande-Bretagne 1 min 12 s 9 (RO)                                           | Carin Cone États-Unis 1 min 12 s 9                                           | Margaret Edwards Grande-Bretagne 1 min 13 s 1                                              |
| Brasse               |                                                                                          |                                                                              |                                                                                            |
| 200 m                | Ursula Happe Équipe unifiée d'Allemagne 2 min 53 s 1 (RO)                                | Eva Székely Hongrie 2 min 54 s 8                                             | Eva-Maria ten Elsen Équipe unifiée d'Allemagne 2 min 55 s 1                                |
| Relais               |                                                                                          |                                                                              |                                                                                            |
| 4 × 100 m nage libre | Australie Dawn Fraser Faith Leech Sandra Morgan Lorraine Crapp 4 min 17 s 1 (RM) et (RO) | États-Unis Sylvia Ruuska Shelley Mann Nancy Simons Joan Rosazza 4 min 19 s 2 | Afrique du Sud Natalie Myburgh Susan Roberts Moira Abernethy Jeanette Myburgh 4 min 25 s 7 |